# Wierich Daun
Wierich Daun, avstrijski feldmaršal, * 1669, † 1741.
1. 1 2  GeneaStar